# Euphorbia pellegrinii
Euphorbia pellegrinii är en törelväxtart som beskrevs av Jacques Désiré Leandri. Euphorbia pellegrinii ingår i släktet törlar, och familjen törelväxter.
Artens utbredningsområde är Madagaskar. Inga underarter finns listade i Catalogue of Life.